# Балахонова, Татьяна Валентиновна
Татья́на Валенти́новна Балахо́нова (род. 8 мая 1960, Москва, СССР) — российский врач, специалист в области ультразвуковой диагностики сердечно-сосудистых заболеваний, доктор медицинских наук, профессор. Руководитель лаборатории ультразвуковых методов исследования сосудов НМИЦ кардиологии им. акад. Е. И. Чазова Минздрава России. Кандидат в члены-корреспонденты РАН по Отделению физиологических наук (специальность «клиническая физиология», 2025).

## Биография
Окончила ММА им. И. М. Сеченова. С начала 2000-х годов занимается научной и клинической деятельностью в области ультразвуковой ангиологии. В настоящее время возглавляет лабораторию ультразвуковых методов исследования сосудов в НМИЦ кардиологии им. академика Е. И. Чазова (г. Москва) .

## Научная деятельность
Автор более 300 научных публикаций, включая 6 монографий и 8 патентов. Индекс Хирша по РИНЦ — 30, по Scopus — 11.
Является автором (в соавторстве) учебника: «Ультразвуковое исследование сердца и сосудов: учебное пособие для системы послевузовского профессионального образования врачей по специальности "Функциональная диагностика"» / О. Ю. Атьков, Т. В. Балахонова, С. Г. Горохова; под ред. О. Ю. Атькова. — Москва: Эксмо, 2009. — 400 с. — ISBN 978-5-699-29556-2. 
Это учебное пособие входит  в список «Основной литературы» Рабочей программы дисциплины «Функциональная диагностика» Национального медико-хирургического центра имени Н. И. Пирогова , в  «Список литературы» Программы дополнительного профессионального образования по специальности «Функциональная диагностика» Астраханского государственного медицинского университета , а также в «Перечень рекомендуемой литературы» Программы государственной итоговой аттестации для обучающихся по основным профессиональным образовательным программам высшего образования (программам ординатуры) по специальности 31.08.12  «Функциональная диагностика» Воронежского государственного медицинского университета имени Н.Н. Бурденко.
Входила в Программный комитет Конференции Российской ассоциации специалистов ультразвуковой диагностики в медицине, проходившей 2-4 октября 2024 года в рамках IV Российского диагностического саммита .
Основные научные достижения:
- впервые в России (совместно с Ивановой О.В., Соболевой Г.Н. и др.) провела провела исследования гемодинамических аспектов дисфункции эндотелия [6];
- разработала и внедрила методики исследования кровотока по шунтам коронарных артерий;
- предложила подходы к оценке ранних нарушений функционального и структурного состояния артериальной стенки;
- внедрила технологии контраст-усиленного и трёхмерного ультразвукового исследования атеросклеротических бляшек;
- инициировала создание Консенсуса российских экспертов по фокусированным ультразвуковым исследованиям сосудов, направленного на персонализированную стратификацию сердечно-сосудистого риска [7].

- участвовала в разработке клинических рекомендаций Минздрава РФ [8];
- руководит четырьмя государственными научными проектами.

Под её научным руководством защищены 14 кандидатских и 2 докторские диссертации, продолжается работа над ещё 4 диссертациями.
Создала ведущую российскую школу специалистов ультразвуковой ангиологии.

## Общественная деятельность
С 2007 года — член Исполкома Ассоциации специалистов ультразвуковой диагностики в медицине. Входит в Президиум Национального общества по изучению атеросклероза. Член редколлегий ряда ведущих профессиональных медицинских журналов России. Участвует в работе Совета РАН по терапевтическим наукам и Совета по персонализированной медицине. Член Учёного совета и диссертационного совета ФГБУ «НМИЦ кардиологии».

## Награды
- Почётная грамота Министерства здравоохранения РФ;
- Благодарность Президента Российской Федерации — за работу в госпитале в период пандемии COVID-19;
- Медаль «300 лет Российской академии наук» — за вклад в развитие науки.